# Eduard Frankfort
Pour les articles homonymes, voir Frankfort.
Eduard Salomon Frankfort, né à Meppel le 21 juin 1864 et mort à Laren le 19 août 1920, est un peintre néerlandais.

## Biographie
Eduard Francfort est le plus jeune de huit enfants d'un père négociant juif très religieux. Quand il est âgé de onze ans, sa famille déménage à Amsterdam.
Le jeune Eduard montre un intérêt précoce pour la peinture et suit, jusqu’à ses dix-sept ans, une formation dans les beaux-arts à l'Atelier Bing. En 1887, il suit les cours d'August Allebé à la Rijksakademie van Beeldende Kunsten (Académie royale des beaux-arts) à Amsterdam. Par la suite, il parfait sa formation pendant trois mois à l'Académie royale des beaux-arts d'Anvers, en Belgique.
Il voyage et peint en Afrique du Sud pendant un an en 1905 et 1906.

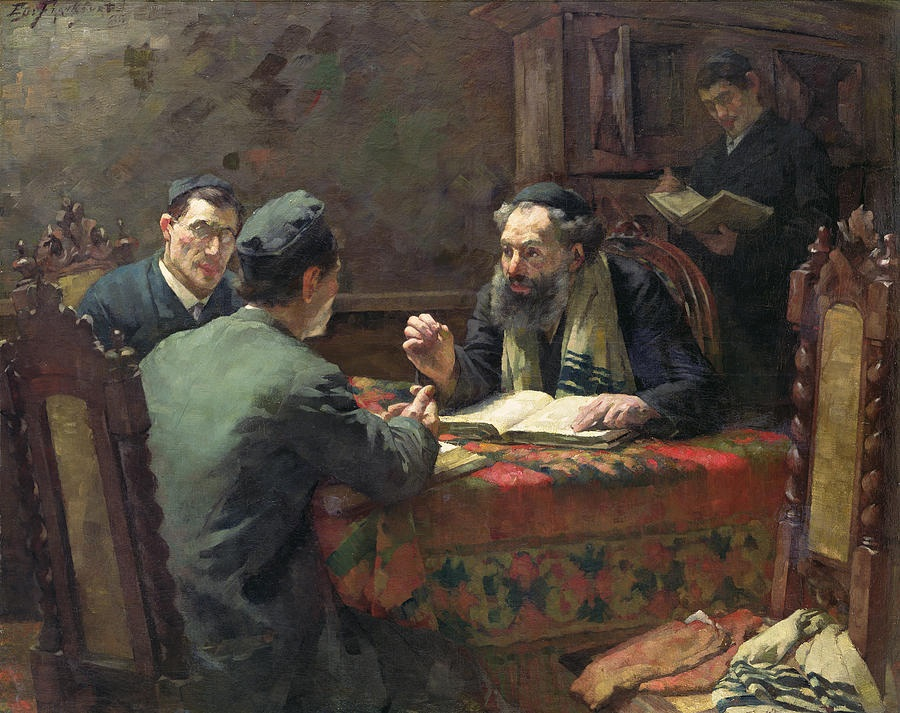
Débat théologique
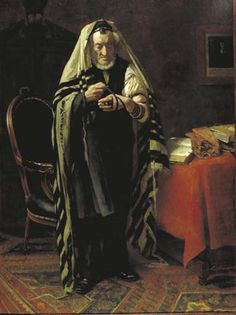
Mon père priant le matin